# Аль-Мансур ібн ан-Насір
Аль-Мансур ібн ан-Насір (араб. المنصور بن الناصر; д/н — 1104) — 6-й султан держави Хаммадідів у 1088—1104 роках.

## Життєпис
Син султана Ан-Насіра. Замолоду долучився до військових справ. 1076 року придушив повстання берберів-зената на чолі з Ан-Мунтасиром ібн Хазруном. 1077 року знищив ібадитів в оазах Уарглу і Садрата. У 1080-х роках брав участь у війнах проти Альморавідів.
1088 року після смерті батька успадкував трон. Невдовзі повстав його дядько Бальбар у Константіні. Проти нього султан відправив свого двоюрідного дядька Абу Яхні ібн Каїда, який здобув перемогу. Аль-Мансур призначив Абу Яхні намісником Константіни і Бони. Але той став незалежним, уклав союз із зірідським еміром Тамім ібн аль-Муїззом. Разом з яким передав Бон брату Углану ібн Каїду та син Таміма — Абу Футуху.
1090 року остаточно переніс столицю до Беджаї. В результаті регіон Ходна остаточно перейшов під владу племені хіляль-атбаджі. 1091 року надав прихисток Ахмаду Муїзу, поваленому Альморавідами еміру Альмерії. Надав йому в управління місто Аїт-Теделес. після цього з військом виступив проти Абу-Якхі. Втім спочатку взяв в облогу Бону, де захопив Абу-Футуха. Абу Яхні майже без спротиву залишив Константіну, сховавши в горах Орес. У 1094 році під час одного з набігів на Константіну він загинув.
Продовжив розбудову Беджаї (Насірії), що перетворилася на політичний, культурний і економічний центр держави. Але першу столицю — Бені-Хаммад — султан також не забував. Обидва міста він з'єднав шляхом.
Вів з перемінним успіхом війни проти берберського племені вемману з конфедерації зената. До 1102 року зумів відвоювати від Альморавідів центральний Магриб. Останнім містом став Тлемсен. 1102 року в горах Тессали завдав поразки Ташфіну ібн Тінагмару, очільнику Альморавідів. За цим завдав поразки берберам-зенатам, союзникам Альморавідів. 1103 року уклав мирний договір з альморавідським еміром Юсуфом ібн Ташфіном. Втім остаточно не зміг приборкати бунтівні бедуїнські племена, внаслідок чого в західних областях держави припинилася транссахарська торгівля та занепало землеробство. За цих обставин вагу набула морська торгівля.
Помер 1104 року. Трон спадкував син Бадіс.